# Trifolium rubens
Trifolium rubens es una especie de la familia de las fabáceas.

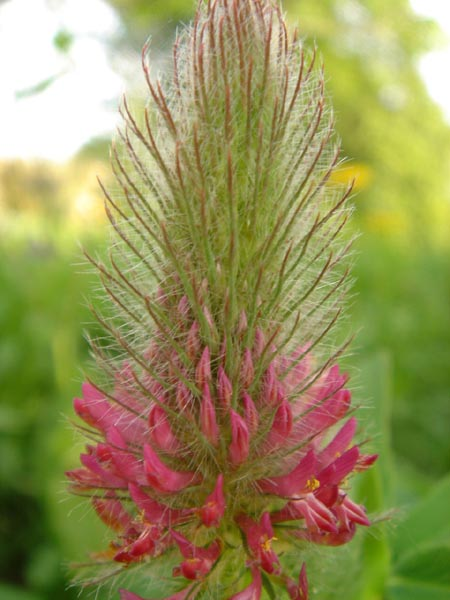
Detalle

## Descripción
Planta perenne, erecta, lampiña. Folíolos oblongos, con nervios numerosos y curvados, y dientes finos en el margen. Flores purpúreas, de 12-15 mm, en densas inflorescencias cilíndricas de hasta 60 x 25 mm.

## Hábitat
Claros y orlas de bosque, herbazales y matorrales en suelos profundos y frescos.

## Distribución
En Europa.

## Taxonomía
Trifolium rubens fue descrita por  Carlos Linneo y publicado en Species Plantarum 2: 768. 1753.
Citología
Número de cromosomas de Trifolium rubens (Fam. Leguminosae) y táxones infraespecíficos: 2n=16
Etimología
Trifolium: nombre genérico derivado del latín que significa "con tres hojas".
rubens: epíteto latino que significa "rojo".
Sinonimia

## Nombre común
- Castellano:  pie de liebre mayor, trébol, trébol encarnado.[6]